# Salwador na Letnich Igrzyskach Paraolimpijskich 2016
Salwador na Letnich Igrzyskach Paraolimpijskich 2016 w Rio de Janeiro reprezentował jeden sztangista. Był to piąty występ Salwadoru na igrzyskach paraolimpijskich (poprzednie miały miejsce w latach 2000, 2004, 2008 i 2012).
Reprezentacja Salwadoru nie zdobyła medalu paraolimpijskiego. Chorążym reprezentacji podczas ceremonii otwarcia igrzysk był Herbert Aceituno.

## Wyniki

### Podnoszenie ciężarów
Mężczyźni
| Zawodnik         | Kategoria | Wynik | Pozycja | Źródło |
| ---------------- | --------- | ----- | ------- | ------ |
| Herbert Aceituno | –72 kg    | DNF   | DNF     | [ 3 ]  |